# Asian Le Mans Series 2017-18

Asian Le Mans Series 2017-18 är den sjätte säsongen av den asiatiska långdistansserien för sportvagnar och GT-bilar, Asian Le Mans Series. Säsongen omfattar fyra deltävlingar som körs under hösten/vintern 2017/2018.

## Tävlingskalender
| Datum           | Bana                         | Segrare LMP2 – Team                             | Segrare LMP3 - Team                   | Segrare GT – Team                        | Segrare GT Cup - Team                  |
| Datum           | Bana                         | Segrare LMP2 – Förare                           | Segrare LMP3 - Förare                 | Segrare GT – Förare                      | Segrare GT Cup - Förare                |
| --------------- | ---------------------------- | ----------------------------------------------- | ------------------------------------- | ---------------------------------------- | -------------------------------------- |
| 29 oktober 2017 | Zhuhai International Circuit | Jackie Chan DC Racing X Jota                    | KCMG                                  | FIST-Team AAI                            | Inga deltagare                         |
| 29 oktober 2017 | Zhuhai International Circuit | Thomas Laurent Harrison Newey Stéphane Richelmi | Josh Burdon Louis Prette Neric Wei    | Jun-San Chen Jesse Krohn Chaz Mostert    | Inga deltagare                         |
| 3 december 2017 | Fuji Speedway                | Jackie Chan DC Racing X Jota                    | Jackie Chan DC Racing X Jota          | FIST-Team AAI                            | Inga deltagare                         |
| 3 december 2017 | Fuji Speedway                | Thomas Laurent Harrison Newey Stéphane Richelmi | Patrick Byrne Guy Cosmo               | Marco Cioci Ollie Millroy Lam Yu         | Inga deltagare                         |
| 13 januari 2018 | Chang International Circuit  | Jackie Chan DC Racing X Jota                    | KCMG                                  | FIST-Team AAI                            | Team NZ                                |
| 13 januari 2018 | Chang International Circuit  | Jazeman Jaafar Weiron Tan Afiq Yazid            | Josh Burdon Louis Prette Neric Wei    | Jun-San Chen Jesse Krohn Chaz Mostert    | Will Bamber John Curran Graeme Dowsett |
| 4 februari 2018 | Sepang International Circuit | Jackie Chan DC Racing X Jota                    | Jackie Chan DC Racing X Jota          | FIST-Team AAI                            | Team NZ                                |
| 4 februari 2018 | Sepang International Circuit | Thomas Laurent Harrison Newey Stéphane Richelmi | Gabriel Aubry Patrick Byrne Guy Cosmo | Jun-San Chen Jesse Krohn Markus Palttala | Will Bamber Graeme Dowsett Alif Hamdan |

## Slutställning
| Klass  | Förare                                          | Team                         |
| ------ | ----------------------------------------------- | ---------------------------- |
| LMP2   | Thomas Laurent Harrison Newey Stéphane Richelmi | Jackie Chan DC Racing X Jota |
| LMP3   | Patrick Byrne Guy Cosmo                         | Jackie Chan DC Racing X Jota |
| GT     | Jun-San Chen Jesse Krohn                        | FIST-Team AAI                |
| GT Cup | Will Bamber Graeme Dowsett                      | Team NZ                      |